# فيافلور
بلدية فيافلور (بالإسبانية: Villaflor) هي بلدية تقع في مقاطعة آبلة التابعة لمنطقة قشتالة وليون وسط إسبانيا.

## الديموغرافيا
بلغ عدد سكان بلدية فيافلور 136 نسمة عام 2011 (وفقاً للمعهد الوطني للإحصاء الإسباني).
| 175 | 169 | 164 | 152 | 142 | 139 | 136 |